# Concierto de La Haya (1659)
El Concierto de La Haya que se firmó el 21 de mayo de 1659 fue un documento en el que se plasmó el acuerdo entre Inglaterra, Francia y la República holandesa respecto de la segunda guerra nórdica. Las tres potencias acordaron que el Imperio sueco y Dinamarca-Noruega debían firmar la paz según lo dispuesto en el Tratado de Roskilde, que incluía la navegación libre por el estrecho de la Sonda y el mar Báltico como ya había dispuesto el Tratado de Elbing. La Paz de Copenhague que rubricaron los dos contendientes escandinavos siguió fundamentalmente lo acordado en el Concierto de La Haya.
Al concierto le precedieron dos intervenciones holandesas contra Suecia en la segunda guerra nórdica: la primera fue el socorro de Danzig en 1656, que produjo el Tratado de Elbing, y la segunda el de Copenhague de 1658. La iniciativa del tratado correspondió al holandés Johan de Witt, que trataba de proteger los intereses de su país en el Báltico; en el concierto se aceptó que la flota holandesa apretase tanto a Dinamarca como a Suecia para que se aviniesen a firmar la paz según lo dispuesto en La Haya. Inglaterra también tenía intereses mercantiles en la zona que estaba dispuesta a defender por la fuerza si lo consideraba menester.
Sin embargo, De Witt trató de transformar el concierto en una alianza oficial de los países firmantes, pretensión de la que tuvo que desistir: si bien las negociaciones con Francia sí llevaron a la firma de una liga franco-holandesa en 1662 que resultó importante en la segunda guerra anglo-neerlandesa, las que entabló con Inglaterra fracasaron debido a desacuerdos sobre la libertad de navegación.